# 阿爾貝托·弗里森
阿爾貝托·弗里森（義大利語：Alberto Frison；1988年1月22日—）是一位意大利足球運動員。在場上的位置是守門員。他現在效力於意大利足球甲級聯賽球隊桑普多利亞足球俱樂部。他也曾代表意大利U21國家隊參賽。